# Metasynaptops dintelmanni
Metasynaptops dintelmanni is een keversoort uit de familie bladrolkevers (Attelabidae). De wetenschappelijke naam van de soort werd in 2006 gepubliceerd door Riedel.